# Austromyrtus
Austromyrtus es un género de 3 especies de arbustos de la familia Myrtaceae. Son nativos de la costa del este de Australia y Nueva Gales del Sur. De las tres especies la A. tennuifolia es la que más se ha generalizado. Los frutos de la A. dulcis tienen un toque de sabor a canela. 
La mayoría de las especies antes clasificadas en Austromyrtus son ahora clasificados en los géneros Gossia y Lenwebbia. La especie conocida anteriormente como Austromyrtus lasioclada, que es común en norte de Nuevo Gales del Sur, ahora es conocida como Lenwebbia lasioclada.

## Taxonomía
El género fue descrito por (Burret) D.Legrand  &  Kausel y publicado en Lilloa 13: 145. 1947[1948].
Etimología
Austromyrtus nombre genérico que proviene del griego austro (sur) + Myrtus (mirto del sur).

## Especies
- Austromyrtus dulcis[3]
- Austomyrtus glabra[4]
- Austromyrtus tenuifolia[5]